# 中国皇帝在位时间列表
以下列表表示历代中国皇帝在位时间。1582年10月15日前在位日期以儒略历表示，此后以格里历表示。在位不到一年者注释出在位天数，史书没有记载具体即位退位日期的，仅用中国传统纪年（农历）的年月表示，不再换算成西历。西历1月1日之后、农历正月初一之前的日期，标出农历纪录日期。

## 在位時間超過50年
1. 清聖祖 愛新覺羅玄燁 在位61年（實際掌權54年）1661年2月7日—1722年12月20日[1]
2. 清高宗 愛新覺羅弘曆 在位60年（實際掌權64年）1735年10月18日—1796年2月9日[2]
3. 漢武帝 劉徹 在位54年 前141年3月9日—前87年3月29日
4. 夏仁宗 李仁孝 在位54年 1139年7月1日—1193年10月16日
5. 夏崇宗 李乾順 在位53年 1086年8月21日—1139年7月1日

## 在位時間40至49年
1. 遼聖宗 耶律隆緒 在位49年 982年10月14日—1031年6月25日
2. 明神宗 朱翊鈞 在位48年 1572年7月5日—1620年8月18日
3. 梁高祖 萧衍 在位47年 502年4月30日—549年6月12日
4. 遼道宗 耶律洪基 在位46年 1055年8月28日—1101年2月12日
5. 明世宗 朱厚熜 在位46年 1521年4月20日—1567年1月23日（嘉靖四十五年十二月十四日）
6. 唐玄宗 李隆基 在位44年 712年9月8日—756年8月1日[3]
7. 宋仁宗 赵祯 在位41年 1022年3月23日—1063年4月30日
8. 漢怀帝 劉禪 在位41年 223年6月10日—263年12月23日
9. 宋理宗 趙昀 在位40年 1224年9月17日—1264年11月16日

## 在位時間30至39年
1. 元顺帝 妥懽帖睦爾 在位37年 1333年7月19日—1370年5月27日[4]
2. 宋高宗 趙構 在位35年 1127年6月12日—1162年7月24日[5]
3. 唐高宗 李治 在位34年 649年7月15日—683年12月27日
4. 元世祖 忽必烈 在位34年 1260年5月5日—1294年2月18日[6]
5. 清德宗 載湉 在位33年 1875年2月25日—1908年11月14日
6. 汉光武帝 刘秀 在位32年 25年8月5日—57年3月29日
7. 漢獻帝 劉協 在位31年 189年5月15日—220年11月25日
8. 后蜀后主 孟昶 在位31年 934年9月10日—965年2月23日
9. 宋寧宗 趙擴 在位30年 1194年7月24日—1224年9月18日
10. 明太祖（洪武帝）朱元璋 在位30年 1368年1月23日—1398年6月24日
11. 清宣宗（道光帝） 旻寧 在位30年 1820年10月3日—1850年2月26日

## 在位時間20至29年
1. 北魏太武帝 拓跋焘 在位29年 423年12月27日—452年3月11日
2. 宋太祖 刘义隆 在位29年 424年9月17日—453年3月16日
3. 成太宗 李雄 在位28年 306年六月—334年8月11日[7]
4. 前秦世祖 苻坚 在位28年 357年六月—385年10月16日
5. 北魏孝文帝 元宏 在位28年 471年9月20日—499年4月26日
6. 金世宗 完颜雍 在位28年 1161年10月27日—1189年1月20日
7. 宋孝宗 趙昚 在位27年 1162年7月24日—1189年2月18日[8]
8. 汉成帝 劉骜 在位26年 前33年8月4日—前7年4月17日
9. 唐德宗 李适 在位26年 779年6月12日—805年2月25日
10. 宋徽宗 趙佶 在位25年 1100年2月23日—1126年1月18日（宣和七年十二月二十三日）
11. 汉宣帝 刘询 在位25年 前74年9月10日—前48年1月10日（黄龙元年十二月甲戌）
12. 晋世祖（晋武帝）司马炎 在位25年 266年2月8日（泰始元年十二月丙寅）—290年5月16日
13. 宋真宗 赵恒 在位25年 997年5月8日—1022年3月23日
14. 南汉高祖 刘岩 在位25年 917年9月5日—942年6月10日[9]
15. 清仁宗（嘉慶帝） 爱新觉罗顒琰 在位24年 1796年2月9日—1820年9月2日
16. 晋孝武帝 司马曜 在位24年 372年9月12日—396年11月6日
17. 隋高祖（隋文帝）杨坚 在位24年 581年3月4日—604年8月13日
18. 辽兴宗 耶律宗真 在位24年 1031年6月25日—1055年8月28日
19. 辽天祚帝 耶律延禧 在位24年 1101年2月12日—1125年3月26日
20. 北魏道武帝 拓跋珪 在位23年 386年2月20日—409年11月6日[10]
21. 明宪宗（成化帝） 朱见深 在位23年 1464年2月23日—1487年9月9日
22. 吴太祖（吴大帝）孙权 在位23年 229年5月23日—252年5月21日[11]
23. 唐太宗 李世民 在位23年 626年9月4日—649年7月10日
24. 汉太宗 刘恒 在位23年 前180年11月14日—前157年7月6日
25. 梁明帝 萧岿 在位23年 562年二月—585年五月
26. 后秦高祖 姚兴 在位22年 394年五月—416年二月
27. 晋安帝 司马德宗 在位22年 396年11月7日－419年1月28日（义熙十四年十二月戊寅日）
28. 明成祖（永乐帝）朱棣 在位22年 1402年7月13日－1424年8月12日
29. 明英宗 朱祁镇 前后在位22年 1435年1月31日—1449年9月1日；1457年2月11日—1464年2月23日
30. 汉桓帝 刘志 在位21年 146年8月1日—168年1月25日（永康元年十二月廿八日）
31. 汉灵帝 刘宏 在位21年 168年2月17日—189年5月13日
32. 宋太宗 赵炅 在位21年 976年11月14日—997年5月8日
33. 北燕太祖 冯跋 在位21年 409年11月6日—430年九月
34. 金章宗 完颜璟 在位20年 1189年1月20日—1208年12月29日
35. 遼太宗 耶律德光 在位20年 927年12月11日—947年5月15日[12]

## 在位时间10年至19年
1. 汉安帝 刘祜 在位19年 106年9月21日—125年4月30日
2. 汉顺帝 刘保 在位19年 125年12月10日—144年9月20日
3. 汉明帝 刘庄 在位18年 57年3月29日—75年9月5日
4. 宋神宗 赵顼 在位18年 1067年1月25日—1085年4月1日
5. 南唐元宗 李璟 在位18年 943年4月8日—961年9月11日
6. 周武帝 宇文邕 在位18年 560年5月31日—578年6月21日
7. 夏烈武帝 赫连勃勃 在位18年 407年六月—425年八月[13]
8. 明孝宗（弘治帝） 朱祐樘 在位18年 1487年9月9日—1505年6月8日
9. 清世祖（顺治帝） 爱新觉罗福临 在位18年 1643年10月8日—1661年2月5日[14]
10. 汉和帝 刘肇 在位17年 88年4月9日—106年2月13日
11. 辽穆宗 耶律璟 在位17年 951年10月11日—969年3月12日
12. 唐代宗 李豫 在位17年 762年5月18日—779年6月10日
13. 陈宣帝 陈顼 在位17年 569年2月5日—582年2月17日
14. 清太宗 皇太极 在位17年 1626年10月20日—1643年9月21日[15]
15. 晋成帝 司马衍 在位17年 325年10月19日—342年7月26日
16. 晋穆帝 司马聃 在位17年 344年11月18日—361年7月10日
17. 明崇祯帝 朱由检 在位17年 1627年10月2日—1644年4月25日
18. 晋惠帝 司马衷 在位16年 290年5月16日—307年1月8日（光熙元年十一月庚午）
19. 宋太祖 赵匡胤 在位16年 960年2月4日—976年11月14日
20. 唐昭宗 李晔 在位16年 888年4月22日—904年9月22日
21. 西魏文帝 元宝炬 在位16年 535年2月3日—551年3月28日
22. 汉景帝 刘启 在位16年 前157年7月14日—前141年3月9日
23. 汉元帝 刘奭 在位16年 前48年1月29日—前33年7月8日
24. 明武宗（正德帝） 朱厚照 在位16年 1505年6月8日—1521年4月20日
25. 吴末帝 孙皓 在位16年 264年9月3日—280年5月1日
26. 魏宣武帝 元恪 在位16年 499年5月7日—515年2月12日
27. 东魏孝静帝 元善见 在位16年 534年11月8日—550年6月7日
28. 明昭宗（永历帝） 朱由榔 在位16年 1646年12月24日－1662年6月1日
29. 新帝 王莽 在位15年 9年1月10日（初始元年十一月戊辰）—23年10月6日
30. 魏少帝 曹芳 在位15年 239年1月22日—254年10月17日
31. 南汉中宗 劉晟 在位15年 943年4月16日—958年9月18日
32. 金熙宗 完颜亶 在位15年 1135年2月10日—1150年1月9日（皇统九年十二月初九）
33. 宋哲宗 赵煦 在位15年 1085年4月1日—1100年2月23日
34. 唐僖宗 李儇 在位15年 873年8月16日—888年4月20日
35. 唐宪宗 李纯 在位15年 805年9月5日—820年2月14日
36. 南唐后主 李煜 在位14年 961年9月23日—976年1月1日
37. 武則天 在位14年 690年10月19日—705年2月21日
38. 魏明元帝 拓跋嗣 在位14年 409年11月10日—423年12月24日
39. 北汉睿宗 刘钧 在位14年 954年12月25日—968年8月16日
40. 隋明帝 杨广 在位14年 604年8月21日—618年4月11日
41. 后赵武帝 石虎 在位14年 334年十一月—349年5月26日[16]
42. 唐懿宗 李漼 在位14年 859年9月13日—873年8月15日
43. 后赵明帝 石勒 在位14年 319年十一月—333年8月17日[17]
44. 清穆宗（同治帝） 爱新觉罗载淳 在位13年 1861年11月11日—1875年1月12日
45. 辽景宗 耶律贤 在位13年 969年3月13日—982年10月13日
46. 汉昭帝 刘弗陵 在位13年 前87年3月30日—前74年6月5日
47. 唐宣宗 李忱 在位13年 846年4月22日—859年9月10日
48. 唐文宗 李昂 在位13年 827年1月13日（宝历二年十二月十二）—840年2月10日
49. 魏孝明帝 元诩 在位13年 515年2月12日—528年3月31日
50. 后凉懿武帝 吕光 在位13年 386年十月—399年十二月[18]
51. 清世宗（雍正帝） 爱新觉罗胤禛 在位13年 1722年12月20日—1735年10月7日
52. 魏文成帝 拓跋濬 在位13年 452年10月31日—465年6月20日
53. 汉章帝 刘炟 在位13年 75年9月5日—88年4月9日
54. 魏明帝 曹叡 在位13年 226年6月29日—239年1月22日
55. 南汉后主 刘鋹 在位13年 958年9月18日—971年3月22日
56. 元成宗 铁穆耳 在位13年 1294年5月10日—1307年2月10日
57. 后燕成武帝 慕容垂 在位12年 384年2月9日—396年6月2日[19]
58. 齐后主 高緯 在位12年 565年6月8日－577年2月4日
59. 宋小明王 韩林儿 在位12年 1355年3月16日（二月初二）—1366年十二月
60. 金海陵王 完颜亮 在位12年 1150年1月9日（天德元年十二月初九）—1161年12月15日
61. 金太宗 完颜晟 在位11年 1123年9月27日—1135年2月9日
62. 清文宗（咸丰帝） 爱新觉罗奕詝 在位11年 1850年3月9日—1861年8月22日
63. 成家帝 公孙述 在位11年 25年四月—36年12月24日
64. 齐武帝 萧赜 在位11年 482年4月11日—493年8月27日
65. 秦始皇 嬴政 在位11年 前221年9月10日—前210年8月10日[20]
66. 宋世祖 刘骏 在位11年 453年5月20日—464年7月12日
67. 前燕宣昭帝 慕容儁 在位11年 349年1月1日（永和四年十一月甲辰）—360年2月23日[21]
68. 前燕文明帝 慕容皝 在位11年 337年11月23日—348年10月25日[22]
69. 前蜀高祖 王建 在位11年 907年11月3日—918年7月11日
70. 北漢英武帝 刘继元 在位11年 968年10月23日—979年6月3日
71. 前燕幽帝 慕容暐 在位11年 360年2月27日—370年12月10日
72. 后梁末帝 朱友贞 在位10年 913年3月27日—923年11月18日
73. 后金太祖 努尔哈赤 在位10年 1616年2月17日—1626年9月30日
74. 辽太祖 耶律阿保机 在位10年 916年3月17日—926年9月6日[23]
75. 金宣宗 完颜珣 在位10年 1213年9月22日—1224年1月14日（元光二年十二月二十二日）
76. 金哀宗 完颜守绪 在位10年 1224年1月15日（元光二年十二月二十三日）—1234年2月9日
77. 前赵光初帝 刘曜 在位10年 318年十月—329年1月21日（光初十一年十二月己卯）
78. 吳睿帝 楊溥 在位10年 927年11月29日—937年11月10日[24]
79. 宋度宗 赵禥 在位10年 1264年11月16日—1274年8月12日
80. 明宣宗（宣德帝） 朱瞻基 在位10年 1425年5月29日—1435年1月31日

## 在位时间5年至9年
1. 齐文宣帝 高洋 在位9年 550年6月9日—559年11月25日
2. 元仁宗 爱育黎拔力八达 在位9年 1311年4月7日—1320年3月1日
3. 天完帝 徐寿辉 在位9年 1351年十月—1360年6月16日（闰五月戊午）
4. 闽惠宗 王延钧 在位9年 927年1月14日（天成元年十二月初八）—935年11月17日[25]
5. 金太祖 完颜阿骨打 在位9年 1115年1月28日—1123年9月19日
6. 唐睿宗 李旦 前后在位8年 684年2月27日—690年10月19日；710年7月25日－712年9月8日
7. 唐高祖 李渊 在位8年 618年6月18日—626年9月4日
8. 汉昭武帝 刘聪 在位8年 310年9月4日—318年8月31日
9. 南燕献武帝 慕容德 在位8年 398年正月—405年11月17日[26]
10. 西燕末主 慕容永 在位8年 386年十月—394年八月
11. 前秦太宗 苻登 在位8年 386年十一月—394年七月
12. 后秦武昭帝 姚苌 在位8年 386年四月—393年十二月庚子日[27]
13. 唐明宗 李亶 在位7年 926年6月3日—933年12月15日
14. 前蜀后主 王衍 在位7年 918年7月12日—925年12月16日
15. 汉太祖（汉高帝）刘邦 在位7年 前202年2月28日—前195年6月1日[28]
16. 汉惠帝 刘盈 在位7年 前195年6月23日—前188年9月26日
17. 齐帝 刘豫 在位7年 1130年10月12日—1138年1月1日（阜昌八年十一月丙午）
18. 明熹宗（天启帝）朱由校 在位7年 1620年9月26日—1627年9月30日
19. 明景泰帝 朱祁钰 在位7年 1449年9月22日—1457年2月11日
20. 梁宣帝 萧詧 在位7年 555年2月7日—562年二月
21. 陈后主 陈叔宝 在位7年 582年2月21日—589年2月10日
22. 陈文帝 陈蒨 在位7年 559年8月17日—566年5月31日
23. 晋废帝 司马奕 在位6年 365年3月31日—372年1月6日（太和六年十一月己酉）
24. 宋太宗 刘彧 在位6年 466年1月9日—472年5月10日
25. 魏献文帝 拓跋弘 在位6年 465年6月21日—471年9月20日
26. 唐武宗 李炎 在位6年 840年2月20日—846年4月22日
27. 汉哀帝 刘欣 在位6年 前7年5月7日—前1年8月15日
28. 后燕昭文帝 慕容熙 在位6年 401年9月14日—407年9月14日
29. 汉光文帝 刘渊 在位6年 304年十月—310年8月29日[29]
30. 吴会稽王 孙亮 在位6年 252年5月23日—258年11月9日
31. 吴景帝 孙休 在位6年 258年11月30日—264年9月3日
32. 魏高祖（魏文帝）曹丕 在位6年 220年12月11日—226年6月29日
33. 魏少帝 曹髦 在位6年 254年11月1日—260年6月2日
34. 北燕昭成帝 冯弘 在位6年 430年九月—436年6月4日（五月乙卯）
35. 唐肃宗 李亨 在位6年 756年8月12日—762年5月16日
36. 唐中宗 李显 前后在位6年 684年1月3日—2月26日；705年2月23日—710年7月3日
37. 后晋高祖 石敬瑭 在位6年 936年11月28日—942年7月28日
38. 明穆宗 朱载坖 在位6年 1567年1月23日（嘉靖四十五年十二月十四日）—1572年7月5日
39. 后周世宗 郭荣 在位6年 954年2月26日—959年7月27日
40. 南唐烈祖 李昪 在位6年 937年11月10日—943年3月30日[30]
41. 汉平帝 刘衎 在位5年 前1年10月17日—6年2月3日（元始五年十二月十六日）
42. 魏元帝 曹奂 在位5年 260年6月27日—266年2月8日（咸熙二年十二月）
43. 宋光宗 赵惇 在位5年 1189年2月18日—1194年7月24日
44. 夏帝 明升 在位5年 1366年3月17日—1371年8月3日
45. 成汉昭文帝 李寿 在位5年 338年四月—343年八月
46. 宋后废帝 刘昱 在位5年 472年5月11日—477年8月1日
47. 后梁太祖 朱温 在位5年 907年6月1日—912年7月18日
48. 闽景宗 王延羲 在位5年 939年8月30日—944年4月8日[31]
49. 元泰定帝 也孙铁木儿 在位5年 1323年10月4日—1328年8月15日
50. 金卫绍王 完颜永济 在位5年 1208年12月29日—1213年9月11日
51. 晋元帝 司马睿 在位5年 318年4月26日—323年1月3日（永昌元年閏十一月十日）
52. 晋怀帝 司马炽 在位5年 307年1月11日—311年7月13日
53. 南燕后主 慕容超 在位5年 405年11月18日—410年3月25日

## 在位时间1年至4年
1. 后晋出帝 石重贵 在位4年 942年7月28日—947年1月11日（开运三年十二月十七日）
2. 西汉前少帝 在位4年 前188年—前184年6月15日
3. 西汉后少帝 刘弘 在位4年 前184年6月15日—前180年11月14日
4. 辽世宗 耶律阮 在位4年 947年5月16日—951年10月7日
5. 前秦明帝 苻健 在位4年 351年3月4日—355年7月10日[32]
6. 明建文帝 朱允炆 在位4年 1398年6月30日—1402年7月13日
7. 唐穆宗 李恒 在位4年 820年2月20日—824年2月25日
8. 北汉世祖 刘旻 在位4年 951年2月24日—954年12月25日
9. 宋英宗 赵曙 在位4年 1063年5月1日—1067年1月25日
10. 齐明帝 萧鸾 在位4年 494年12月22日—498年9月1日
11. 闽康宗 王继鹏 在位4年 935年11月18日—939年8月29日
12. 元文宗 图帖睦尔 前后在位4年 1328年10月16日—1329年4月3日；1329年9月8日—1332年9月2日
13. 元武宗 海山 在位4年 1307年6月21日—1311年1月27日
14. 秦宗权 在位3年 885年三月—888年十二月
15. 晋哀帝 司马丕 在位4年 361年7月13日—365年3月30日
16. 晋愍帝 司马邺 在位4年 313年6月7日—316年12月11日
17. 齐武成帝 高湛 在位4年 561年12月3日—565年6月8日
18. 成哀帝 李期 在位4年 334年12月6日（十月甲子）—338年四月
19. 成汉后主 李势 在位4年 343年八月—347年三月
20. 闽天德帝 王延政 在位3年 942年二月—945年10月2日
21. 齐帝 黄巢 在位3年 881年1月16日（金統元年十二月壬辰）—884年7月13日
22. 汉帝 陈友谅 在位3年 1360年6月16日—1363年10月3日
23. 夏帝 明玉珍 在位3年 1363年1月16日—1366年3月17日
24. 元英宗 硕德八剌 在位3年 1320年4月19日—1323年9月4日
25. 秦二世 胡亥 在位3年 前210年8月9日—前207年10月1日
26. 孺子婴 在位3年 6年4月17日—9年1月10日（初始元年十一月戊辰）[33]
27. 清遜帝 溥儀（宣统帝） 清朝末代皇帝 在位3年 1908年12月2日—1912年2月12日（宣统三年十二月戊午）
28. 后周太祖 郭威 在位3年 951年2月13日—954年2月22日
29. 齐东昏侯 萧宝卷 在位3年 498年9月1日—501年12月31日
30. 唐庄宗 李存勗 在位3年 923年5月13日—926年5月15日[34]
31. 唐哀帝 李柷 在位3年 904年9月27日—907年5月12日
32. 西魏恭帝 元廓 在位3年 554年正月—557年2月14日（恭帝三年十二月三十日）
33. 西魏废帝 元钦 在位3年 551年3月28日—554年正月
34. 夏帝 赫连定 在位3年 428年二月—431年六月
35. 夏帝 赫连昌 在位3年 425年八月—428年二月
36. 晋明帝 司马绍 在位3年 323年1月4日（永昌元年閏十一月十一日）—325年10月18日
37. 唐敬宗 李湛 在位3年 824年2月29日—827年1月9日（宝历二年十二月初八）
38. 唐末帝 李从珂 在位3年 934年5月21日—937年1月11日（清泰三年閏十一月二十六日）
39. 后汉隐帝 劉承祐 在位3年 948年3月14日—951年1月2日（乾祐三年十一月二十二日）
40. 后燕昭武帝 慕容盛 在位3年 398年8月19日—401年9月13日[35]
41. 周末帝 吴世璠 在位3年 1678年十月—1681年12月7日
42. 齐高帝 萧道成 在位3年 479年5月29日—482年4月11日
43. 魏孝庄帝 元子攸 在位3年 528年5月15日—531年1月6日（永安三年十二月三日）
44. 魏孝武帝 元修 在位3年 532年6月13日—535年2月3日（永熙三年闰十二月十五日）
45. 周明帝 宇文毓 在位3年 557年11月5日—560年5月30日[36]
46. 燕帝 刘守光 在位2年 911年9月8日—914年1月4日（应天三年十二月初六日）
47. 楚帝 李希烈 在位2年 784年1月27日—786年5月9日
48. 燕帝 史思明 在位2年 759年2月3日—761年4月18日[37]
49. 冉魏平帝 冉闵 在位2年 350年闰正月—352年5月17日[38]
50. 后凉建康公 吕隆 在位2年 401年二月—403年八月
51. 北齐范阳王 高绍义 在位2年 577年十二月—580年6月28日
52. 陈废帝 陈伯宗 在位2年 566年5月31日—568年12月27日
53. 晋康帝 司马岳 在位2年 342年7月27日—344年11月17日
54. 北燕惠懿帝 慕容云 在位2年 407年9月15日—409年11月6日
55. 后燕惠愍帝 慕容宝 在位2年 396年6月21日—398年5月27日
56. 大西帝 张献忠 在位2年 1644年12月4日—1647年1月2日（大顺三年十一月己巳）
57. 梁元帝 萧绎 在位2年 552年12月13日—555年1月27日（承圣三年十二月十九日）
58. 梁简文帝 萧纲 在位2年 549年7月7日—551年10月2日
59. 梁敬帝 萧方智 在位2年 555年11月1日—557年11月12日
60. 梁孝靖帝 萧琮 在位2年 585年五月—587年10月26日
61. 南梁永嘉王 萧庄 在位2年 558年三月—560年3月26日
62. 汉更始帝 刘玄 在位2年 23年3月11日—25年十月
63. 汉烈祖 刘备 在位2年 221年5月15日—223年6月10日
64. 宋少帝 刘义符 在位2年 422年6月26日—424年7月7日
65. 宋顺帝 刘凖 在位2年 477年8月5日—479年5月27日
66. 郑帝 王世充 在位2年 619年5月25日—621年6月4日
67. 燕帝 安庆绪 在位2年 757年1月30日—759年3月25日
68. 宋端宗 赵昰 在位2年 1276年6月14日—1278年5月8日
69. 宋恭帝 赵㬎 在位2年 1274年8月12日—1276年2月4日
70. 周静帝 宇文阐 在位2年 579年4月1日—581年3月4日
71. 前秦越厉王 苻生 在位2年 355年7月11日（六月丙戌）—357年六月
72. 宋高祖 刘裕 在位2年 420年7月10日—422年6月26日
73. 陈武帝 陈霸先 在位2年 557年11月16日—559年8月9日
74. 燕帝（安史之乱） 史朝义 在位2年 761年三月—763年正月
75. 晋恭帝 司马德文 在位2年 419年1月28日—420年7月7日
76. 宋前废帝 刘子业 在位2年 464年7月12日—466年1月1日
77. 汉建世帝 刘盆子 在位2年 25年六月—27年3月15日
78. 后秦后主 姚泓 在位2年 416年正月—417年9月20日
79. 仲家帝 袁术 在位2年 公元197年二月—199年六月
80. 大越罗平帝 董昌 在位1年 895年3月3日—896年6月18日
81. 南梁武陵贞献王 萧纪 在位1年 552年5月16日—553年8月5日
82. 魏节闵帝 元恭 在位1年 531年4月1日—532年6月13日
83. 汉质帝 刘缵 在位1年 145年3月6日－146年7月26日
84. 宋钦宗 赵恒 在位1年 1126年1月19日—1127年3月20日
85. 齐孝昭帝 高演 在位1年 560年9月8日—561年11月24日
86. 后赵海阳王 石弘 在位1年 333年8月17日—334年十一月
87. 后赵新兴王 石祗 在位1年 350年三月—351年四月
88. 前秦哀平帝 苻丕 在位1年 385年八月—386年十月
89. 后凉灵帝 吕纂 在位1年 399年十二月—401年二月
90. 西燕威帝 慕容冲 在位1年 385年正月—386年二月[39]
91. 明绍宗（隆武帝） 朱聿键 在位1年 1645年8月18日—1646年10月6日
92. 大顺永昌帝 李自成 在位1年 1644年4月29日—1645年5月28日
93. 齐和帝 萧宝融 在位1年 501年4月14日—502年4月30日
94. 齐鬱林王 萧昭业 在位1年 493年8月27日—494年9月7日
95. 後漢高祖 劉暠 在位1年（366天） 947年3月10日—948年3月10日

## 在位时间6个月至1年
1. 明安宗（弘光帝） 朱由崧（在位361天，1644年6月19日—1645年6月15日）
2. 安禄山（在位359天，756年2月5日（正月初一乙卯朔）—757年1月29日（正月甲寅））
3. 隋皇泰主 杨侗（在位335天，618年6月22日—619年5月23日）
4. 宋幼主 赵昺（在位319天，1278年5月10日—1279年3月19日）
5. 南漢殤帝 劉玢（在位309天，942年6月10日—943年4月15日）
6. 明仁宗（洪熙帝） 朱高炽（在位290天，1424年8月12日—1425年5月29日）
7. 周宣帝 宇文赟（在位285天，578年6月21日—579年4月2日）
8. 北齐废帝 高殷（在位279天，559年12月4日—560年9月8日）
9. 晋简文帝 司马昱（在位250天，372年1月6日（咸安元年十一月己酉）—372年9月12日（咸安二年七月己未））
10. 后梁郢王 朱友珪（在位249天，912年7月21日—913年3月27日）
11. 北魏南安王 拓跋余（在位232天，452年3月11日—10月29日）
12. 汉天皇 朱泚（在位231天，783年11月7日（十月壬子）—784年6月25日（六月癸卯））
13. 东汉北乡侯 刘懿 （在位227天，125年5月18日—12月10日）
14. 北魏安定王 元朗 （在位227天，531年10月30日—532年6月13日）
15. 刘宋晋安王 劉子勛 （在位224天，466年2月7日—9月19日）
16. 漢殤帝 劉隆（在位220天，106年2月13日—9月21日）
17. 隋末帝 杨浩 （在位195天，618年4月11日—10月23日）
18. 吴周太祖 吴三桂（在位193天，1678年3月23日（三月初一）—10月2日（八月乙酉））[40]
19. 后周恭帝 郭宗訓（在位190天，959年7月28日—960年2月3日）
20. 唐顺宗 李诵 （在位184天，805年2月28日—8月31日）
21. 元明宗 和世㻋 （在位184天，1329年2月27日—8月30日）
22. 汉帝 陈理（在位6个月，1363年九月—1364年3月22日（二月癸丑））
23. 后赵彭城王 石遵（在位6个月，349年6月16日（五月庚寅）—十一月）

## 在位时间1个月至6个月
1. 隋恭帝 杨侑 （在位176天，617年12月18日—618年6月12日）
2. 后蜀高祖 孟知祥 （在位175天，934年3月16日—934年9月7日）
3. 楚武悼帝 桓玄 （在位170天，404年1月1日（永始元年十二月初三）—404年6月19日）
4. 遼梁王 耶律雅 （在位5个月，神曆元年五月乙卯（1123年5月29日）—十月）
5. 漢冲帝 劉炳 （在位155天，144年9月20日（八月庚午）—145年2月15日（正月戊戌））
6. 唐閔帝 李從厚（在位150天，933年12月20日—934年5月19日）
7. 许帝 宇文化及 （在位149天，618年10月23日—619年3月21日）
8. 汉帝 侯景 （在位145天，552年1月1日（天正元年十一月十九日）—552年5月26日）
9. 東漢後少帝 劉辯 （在位136天，光熹元年四月戊午（189年5月15日）－昭寧元年九月甲戌（189年9月28日））
10. 南梁临贺王 萧正德 （在位132天，548年12月16日—549年4月27日）
11. 梁闵帝 萧渊明 （在位120天，555年7月1日—10月29日）
12. 西晋赵王 司马伦 （在位117天，301年2月3日—5月30日）
13. 北魏长广王 元晔 （在位117天，530年12月5日—531年4月1日）
14. 成戾太子 李班 （在位116天，334年8月11日（六月丁卯）—12月5日（十月癸亥朔））
15. 后赵义阳王 石鉴 （在位4个月，349年十一月—350年闰正月）
16. 前秦末帝 苻崇 （在位4个月，394年七月—十月）
17. 西燕帝 慕容忠 （在位4个月，386年三月—六月）
18. 北遼宣宗 耶律淳 （在位97天，1122年4月25日（三月十七）—7月29日（六月廿四））
19. 南梁武陵贞献王 萧栋（在位87天，551年10月6日—552年1月1日（天正元年十一月十九日））
20. 齐海陵王 萧昭文 （在位74天，494年9月10日—11月23日）
21. 刘宋元凶 刘劭 （在位73天，453年3月16日—5月27日）
22. 北汉少帝 刘继恩 （在位61天，968年8月23日—10月23日）
23. 汉隐帝 刘粲 （在位兩個月，318年9月1日（七月甲子）—九月）
24. 遼國 耶律朮烈（在位兩個月，1123年十月—十一月）
25. 北魏北海王 元颢（在位兩個月，529年四月—7月9日（529年6月17日进入洛阳））
26. 元宁宗 懿璘质班（在位52天，1332年10月23日—12月14日）
27. 唐德王 李缜 （在位50天，900年12月4日—901年1月23日）
28. 北魏幼主 元釗（在位45天，528年4月2日（二月廿七）—5月17日（四月十三），被爾朱榮押送至黃河下，和靈太后沉入黃河）
29. 魏文景帝 元愉（在位40天，508年9月22日—11月1日）
30. 楚帝 张邦昌（在位33天，1127年4月20日（三月丁酉）—5月23日（四月庚午））
31. 元天順帝 阿速吉八（在位30天，1328年10月16日（九月十三）—11月14日（十月十三））
32. 南明 紹武帝 朱聿𨮁 （在位40天，1646年10月16日（九月十三）—11月15日（十月十三））

## 在位时间未满1个月
1. 明光宗（泰昌帝）朱常洛 （在位29天，1620年8月28日（泰昌元年八月初一日）—9月26日（泰昌元年九月初一日））
2. 宋元懿太子 赵旉 （在位28天，1129年3月23日—4月20日）
3. 西漢昌邑王 刘贺（在位27天，前74年7月18日（六月初一）—8月14日（六月廿八））
4. 北齊幼主 高恆（在位25天，577年2月4日（正月初一）—2月28日（正月廿五））
5. 后赵帝 石世（在位21天，349年5月26日（四月己巳）—6月16日（五月庚寅））
6. 唐殇帝 李重茂（在位17天，710年7月8日（六月初七）—7月25日（六月廿四））
7. 北魏 元法僧（在位14天，525年2月22日（正月庚申）—3月8日（正月甲戌））
8. 北齐任城王 高湝（在位13天，577年2月24日（正月乙未）—3月9日（二月戊申））
9. 后凉隐王 吕绍（在位数日，399年十二月—399年十二月）
10. 西燕帝 慕容瑤（在位数日，386年三月—386年三月）
11. 汉赵刘和 （在位6天，310年8月29日（七月十八）—9月4日（七月廿四））
12. 北齐安德王 高延宗（在位4天，577年1月18日—1月21日）
13. 北魏元氏 （魏孝明帝之幼女。登基後隔夜（528年4月1日，二月廿六）就被取代，有即位事實但不被普遍承认，除了身為女子之外，這種在位一天不到的形式皇帝通常也不被正史所注意）
14. 金末帝 完顏承麟 （即帝位半天即戰死，在位甚至不足幾個小時，1234年2月9日（正月初十））

## 附註
- 據《史記》記載：商王武丁在位约59年、武乙在位约35年、纣王在位约30年、周穆王在位约55年、周厉王在位约37年、周宣王在位46年、周平王在位51年、周襄王在位33年、周敬王在位44年、周显王在位48年、周赧王在位59年、秦昭襄王在位56年，但是商周时期并没有皇帝这一称号，故本列表未列入。
- 據《史記》記載：秦始皇于前247年即位为秦王，前221年灭六国后自称始皇帝，前210年去世。秦始皇自称中国皇帝开始，在位11年，如若从即位为王至去世，在位共计37年（包括皇位和王位），故本列表采用秦始皇使用皇帝这一称号的在位时间。
- 另外據《史記》記載：秦末漢初的南越武帝趙佗，傳說在位期間長達66年以上（前203年—前137年），享壽至少百歲以上，但近代學者對此歷史記載多有懷疑，一般都不納入統計。另外《太平御覽》引《史記》稱太戊在位75年。

## 備註
1. ↑  康熙帝于顺治十八年正月初九（1661年2月7日）即位，自康熙八年五月十六日（1669年6月14日）亲政，至康熙六十一年十一月十三日（1722年12月20日）驾崩。在位时间约为61年又10个月，实际执政时间约53年又6个月。
2. ↑  乾隆帝于雍正十三年八月二十二日（1735年10月8日）即位，在位满60年后在嘉庆元年正月初一（1796年2月9日）禅位给嘉庆帝，尊為「太上皇帝」，但仍掌握实权至嘉庆四年正月初三（1799年2月7日）驾崩。执政时间长达63年又4个月。
3. ↑  安史之亂發生時，玄宗人未崩；太子李亨在靈武強行登基为肅宗，唐玄宗在四川被退居為太上皇
4. ↑  妥懽帖睦爾去世后，元朝庙号元惠宗，明朝谥号元順帝，1368年离开大都后为北元皇帝，1370年去世。
5. ↑  1162年退位，讓位予宋孝宗，後作太上皇25年，1187年11月9日死
6. ↑  1271年12月18日，忽必烈建国号“大元”
7. ↑  成武帝李雄304年十月称成都王，306年称帝，334年去世，为帝28年，从自称成都王到去世在位共计30年
8. ↑  1189年退位，後作太上皇5年
9. ↑  911年4月4日，刘岩继承清海军节度使，917年9月5日称帝
10. ↑  拓跋珪386年即位为代王，天兴元年十二月二日（399年1月24日）称北魏皇帝，为帝11年
11. ↑  吳大帝孫權222年11月称吴王，229年5月23日称皇帝，252年5月21日去世，皇位在位23年，如若从王位计算起，则到去世在位共计30年（皇位与王位）。
12. ↑  947年2月24日，辽太宗耶律德光建国号“大辽”
13. ↑  418年十一月赫连勃勃称帝
14. ↑  1644年11月8日，福临第二次登基，成为全中国的皇帝
15. ↑  1636年5月15日，皇太极改国号为“大清”
16. ↑  334年十一月，石虎称居摄赵天王，337年4月11日，称大赵天王，349年2月4日即皇帝位
17. ↑  319年十一月戊寅，石勒称赵王，330年二月，称大赵天王，九月即皇帝位
18. ↑  吕光389年二月自称三河王，396年六月即大凉天王位
19. ↑  慕容垂384年2月9日自称燕王，386年正月即皇帝位
20. ↑  秦始皇于前247年即位为秦王，前221年灭六国后自称始皇帝，前210年去世，为帝11年，从登基为秦王至去世，在位共计37年
21. ↑  349年1月1日慕容皝嗣位燕王，353年1月4日（元玺元年十一月戊辰）称帝
22. ↑  333年六月慕容皝嗣位辽东郡公，337年11月23日称燕王
23. ↑  907年2月27日成为契丹首领
24. ↑  920年7月7日继位为吴国王，927年11月29日称帝
25. ↑  王延钧即位称闽王，933年正月称帝
26. ↑  慕容德398年正月称燕王，400年称帝
27. ↑  384年四月，姚苌称万年秦王，386年四月称帝
28. ↑  刘邦前207年10月1日称汉王，前202年2月28日称帝，前195年6月1日去世，为帝7年，从称汉王到去世在位共计12年
29. ↑  304年十月，刘渊称汉天王，308年11月2日称帝
30. ↑  939年3月11日改国号为唐
31. ↑  王延曦即位称闽王，941年七月称帝
32. ↑  351年3月4日苻健称秦王，352年2月2日称帝
33. ↑  刘婴为皇太子，未即位为皇帝
34. ↑  908年2月23日即位为晋王，923年5月13日称帝
35. ↑  398年8月19日慕容盛以长乐王称制，11月12日即皇帝位，400年2月11日，自号为庶人天王
36. ↑  557年11月5日周明帝即位为天王，559年10月2日即皇帝位
37. ↑  759年正月初一己巳朔，史思明称大圣燕王，四月称帝
38. ↑  冉闵352年5月17日被俘，6月1日被杀
39. ↑  慕容冲384年六月，成为西燕之主；385年正月称帝
40. ↑  1673年12月28日（十一月丙戌）即位为周王